# Vranković
Prezime Vranković jedno je od češćih hrvatskih prezimena, i danas ga nosi oko 470 osoba, uglavnom Hrvata, a manjim dijelom i Srba te Slovaka (Ilok).

## Etimologija
Prema mišljenju dr. fra Karla Jurišića, prezime Vranković vjerojatno spada u širok krug patronimnih prezimena nastalih od imena pretka, koji je u konkretnim slučaju nosio ime "Vranko" tj. "Franko" (=Franjo), te posvojnog dodatka "-ov" i sufiksa tj. dometka "-ić". Sličan stav ima i akademik Petar Šimunović navodeći: "...i naša prezimena s vran/vranj mogu postati od osobnog imena Frane/Franjo u kraju gdje se neslavensko /f/ zamjenjuje sa /v/: Vrane (= Frane)."

## Porijeklo
Prema Enciklopediji hrvatskih prezimena prezime Vranković se najprije javilo u Blatu na Cetini, u kojem se i danas žive nositelji po podrijetlu i značenju gotovo identičnog prezimena Franković (također i prezime Franić) odakle su se, izgleda, Vrankovići tijekom stoljeća razmilili po svim krajevima Hrvatske, a tijekom 19. i 20. st. i svijeta. 
Na otoku Hvaru, na kojem su danas sazmjerno najbrojniji, Vrankovići se prvi put spominju sredinom 15. st., u selu Dol, odakle sele u Stari Grad, a potkraj 18. st. i u selo Svirče.
Zanimljivo je spomenuti da je obitelj Vranković iz Staroga Grada, neposredno prije sloma Austro-Ugarske, dobila mađarsko plemstvo.[nedostaje izvor]

## Rasprostranjenost
Prema podatcima Enciklopedije hrvatskih prezimena koju je 2008. godine izdao Nacionalni rodoslovni centar, razmjerno najviše Vrankovića je u proteklih 100 godina rođeno u Svirčima na otoku Hvaru, gdje se svaki sedmi stanovnik prezivao Vranković.
Vrankovići su danas prisutni u većini hrvatskih županija, a najviše ih živi u Rijeci, Zagrebu i Splitu.

## Najvažniji Vrankovići
- Ivan Vranković (političar), hrv. političar, predsjednik Zemaljske vlade pokrajine Dalmacije, KiC Austro-Ugarske (r. 1830.)

- Josip Marija Vranković, hrv. kulturni djelatnik (r. 19. st.)

- Belizar Vranković, hrv. grecist i ljubitelj starina (r. 19. st,)

- Ante Vranković, hrv. obrtnik, umjetnik (r. 1895.)

- Dinko Vranković (svećenik), hrv. svećenik (r. 1906.)

- Đuro Vranković, hrv. kirurg i sveučilišni profesor (r. 1927)

- Anica Vranković, hrv. likovna umjetnica i pedagogica (r. 1939.)

- Dinko Vranković (likovni umjetnik), hrv. likovni umjetnik, pedagog, prosvjetni savjetnik (r. 1939.)

- Ivan Vranković (inženjer), hrv. inženjer (r. 1944.)

- Vladimir Vranković, državni tajnik i hrv. inženjer (r. 1950.)

- Stojko Vranković, hrv. košarkaš (r. 1964.)

- Josip Vranković, hrv. košarkaš, trener, izbornik (r. 1968.)

## Galerija
- Ivan Vranković, političar
- Ante Vranković, obrtnik i umjetnik (r. 1895.)
- don Dinko Vranković, svećenik, 1906. - 1970.
- Dinko Vranković (likovni umjetnik), 1939. - 1996.